# Иоанн Евгеник
Иоанн Евгеник (греч. Ιωάννης Ευγενικός) — византийский писатель, богослов и государственный деятель, живший в середине XV века. Младший брат Марка Эфесского, участник Флорентийского собора.
Сын гимнографа Георгия Евгеника, родился и вырос в Константинополе, учился в школе Вриенния, затем в 1420-е гг. в школе Георгия Гемиста Плифона в Мистре (Пелопоннес).
В 1421 г. получил должность патриаршего нотария. В начале 30-х гг. возглавил школу в Константинополе, в частности, сохранилось запись Джованни Тортелли Д’Ареццо (советника папы Николая V и первого библиотекаря Ватиканской библиотеки) в которой он называет Иоанна Евгеника своим учителем.
В ноябре 1437 в качестве хранителя патриаршего архива в свите патриарха Иосифа II отправился в Феррару и принимал участие в Ферраро-Флорентийском соборе, однако не дожидаясь окончания собора и воспользовавшись в качестве предлога вспыхнувшей эпидемией чумы 15 сентября 1438 г. отправился в Константинополь, где вместе со своим братом Марком Евгеником, митрополитом Эфесским, начал кампанию против унии католической и восточных церквей.
После возвращения в Константинополь греческой делегации и избрании патриархом Митрофана отправился в изгнание в Мистру, где, благодаря связям с правителями Морейского деспотата играет значительную роль в жизни области, занимая должности номофилака при дворе деспотов и будучи некоторое время Лакедемонским митрополитом.
Иоанн Евгеник — автор множества произведений в различных жанрах. Его авторству принадлежит последний из известных акафистов византийской эпохи — акафист апостолу Иоанну Богослову.
В подражание Филострату Старшему и Младшему написал ряд экфрасисов (греч. έκφράσεις) — художественных описаний ландшафтов: «Έκφρασις Τραπεξοΰντος», описание острова Имбра и города Коринфа. Кроме того, от Иоанна сохранились описания картин с фантастическими ландшафтами, предисловие к «Эфиопике» Гелиодора, стихи на икону Златоуста и др.